# Farmington Hills
Farmington Hills ist eine Stadt in Oakland County im US-Bundesstaat Michigan. Die Stadt stellt eine principal city der Metro Detroit dar. Das U.S. Census Bureau hat bei der Volkszählung 2020 eine Einwohnerzahl von 83.986 ermittelt.

## Geographie
Farmington Hills hat eine Fläche von 86,2 km², die sich vollständig auf Landflächen befinden. Die Stadt schließt dabei die Stadt Farmington fast vollständig ein. Nördlich liegt die West Bloomfield Charter Township, westlich grenzt Novi und im Osten liegen jenseits der Stadtgrenzen Franklin und Southfield. Die südliche Stadtgrenze wird von der Countygrenze gebildet. Dort im Wayne County liegt Livonia.

## Demografische Daten
Nach der Volkszählung von 2000 waren 82.111 Menschen, 33.559 Haushalte und 21.813 Familien gemeldet. Die Bevölkerungsdichte beträgt 952,3 Menschen pro Quadratkilometer. 82,95 % sind Weiße, 6,94 % sind Schwarze, 7,54 % sind Asiaten, 1,47 % Lateinamerikaner, 0,17 % Ureinwohner, 0,48 % Andere und 1,93 % gehören mehreren anderen ethnischen Gruppen an.
Das durchschnittliche Haushaltseinkommen von Farmington Hills zählt zu den höchsten im gesamten Mittleren Westen.

## Wirtschaft
Zeitweise befand sich das Hauptquartier von  Compuware in Farmington Hills.  Compuware verlegte im Jahr 2003 seinen Hauptsitz mit 4.000 Mitarbeitern nach  Detroit. Gale, ein Verlagshaus mit Spezialisierung im pädagogischen Bereich im Besitz von Cengage Learning und die Chrysler Financial, ein Unternehmen spezialisiert auf die Kreditfinanzierungen von Automobilen befinden sich in Farmington Hills. Das Nissan Technical Center North America befindet sich ebenso in Farmington Hills wie Mango Languages, ein Hersteller von Sprachlernsoftware.
Die Robert Bosch LLC hat in Farmington Hills ihre Zentrale für die nordamerikanische Automobilzulieferindustrie. Die Niederlassung hat mehr als 1.000 Mitarbeiter. Auf der 410.000 Quadratmeter großen Anlage sind die amerikanischen Forschungs- und Entwicklungszentren sowie die Vertriebs- und Verwaltungsmitarbeiter des Unternehmens untergebracht.

## Kultur und Sehenswürdigkeiten
Mit dem Holocaust Memorial Center wurde hier 1984 das erste Holocaust-Museum in den USA gegründet.

## Bekannte Einwohner
Bekannte aktuelle und ehemalige Bewohner sind:
- Fred M. Warner (1865–1923), Politiker, Gouverneur
- Lee Allen (1926–1994), Mitte der 1960er Jahre populärer Discjockey
- Marta Kristen (* 1945), Schauspielerin (Lost in Space)
- Pam Dawber (* 1951), bekannt für ihre Rolle als Mindy bei Mork vom Ork
- Bill Joy (* 1954), Mitbegründer von Sun Microsystems
- Steve Ballmer (* 1956), CEO von Microsoft
- Larry Nassar (* 1963), Arzt und Seriensexualstraftäter
- Brian Eifler (* 1968), Generalmajor der United States Army
- Elizabeth Berkley (* 1972), Schauspielerin
- Dale Rominski (* 1975), Eishockeyspieler
- Drew Stanton (* 1984), Quarterback NFL für die Detroit Lions
- Alex DeBrincat (* 1997), Eishockeyspieler
- Dubem Amene (* 2002), nigerianischer Leichtathlet